# Leitner Mihály
Leitner Mihály (Hajdúsámson, 1864. május 10. – ?) jogász, szerkesztő, közíró.

## Életútja
A budapesti Rabbiképző Intézet (ma Országos Rabbiképző – Zsidó Egyetem) növendéke, de jogi pályára lépett és Déván nyitott ügyvédi irodát. Megalapította és 1901-től kezdve harminc éven át szerkesztette a Déva és Vidéke, később a Hunyadvármegye c. lapot. Mint a 48-as Párt helyi elnöke már az I. világháború előtt élénk részt vett a közéletben; figyelmet keltett a Pesti Hírlapban (1914. január 18.) megjelent Miért hanyatlik az erdélyi magyarság c. írása. A megyei Közgazdasági Tanács és Törvényszéki Bizottság tagja, a helyi Iparbank igazgatója, a német és héber nyelv hiteles tolmácsa a törvényszéken. Az Országos Magyar Párt (OMP) a megyei szervezet elnökévé választotta. Cikkei jelentek meg a Brassói Lapok, Ellenzék, Keleti Újság, Magyar Kisebbség hasábjain.

## Kötetei
- Zarándoklás Rákóczi sírjához. (Déva, 1906);
- A zsidóság és a jövő útja. (Lugos, 1926).

## Külső hivatkozások
- Magyar zsidó lexikon